# Tartarocreagris proserpina
Espèce
Tartarocreagris proserpina est une espèce de pseudoscorpions de la famille des Neobisiidae.

## Distribution
Cette espèce est endémique du Texas aux États-Unis. Elle se rencontre dans le comté de Travis dans la grotte Maple Run Cave.

## Description
La femelle holotype mesure 3,60 mm. Ce pseudoscorpion est anophtalme.

## Étymologie
Cette espèce est nommée en référence à Proserpine.

## Publication originale
- Muchmore, 2001 : Review of the genus Tartarocreagris, with descriptions of new species (Pseudoscorpionida: Neobisiidae). Texas Memorial Musuem, Speleological Monographs, no 5, p. 57-72.